# Granja (Costa Rica)
Granja è un distretto della Costa Rica facente parte del cantone di Palmares, nella provincia di Alajuela.